# みひな
みひな（みひな、1995年7月13日 - ）は、日本のAV女優。
2017年6月、永井みひなとしてデビュー、2018年10月2日、あず みひなに改名、事務所もマインズに移籍。2019年6月18日、みひなに改名。

## 略歴
2017年6月にAVデビュー。2018年6月にはデラべっぴんR編集部員の柏木あおいから「今見るべきAV女優」と推薦されるなど企画単体女優ながら一躍売れっ子女優となる。
2018年10月2日付けでNAXプロモーションからマインズへ移籍し「あず みひな」に改名。2019年6月18日、自身のTwitterで「みひな」に改名したことを発表。但し2019年後半でも撮影時期と発売日のタイミングによって「あず みひな」名義のものも存在する。
2020年には映画、2021年には舞台に挑戦と、女優業も積極的に行っている。

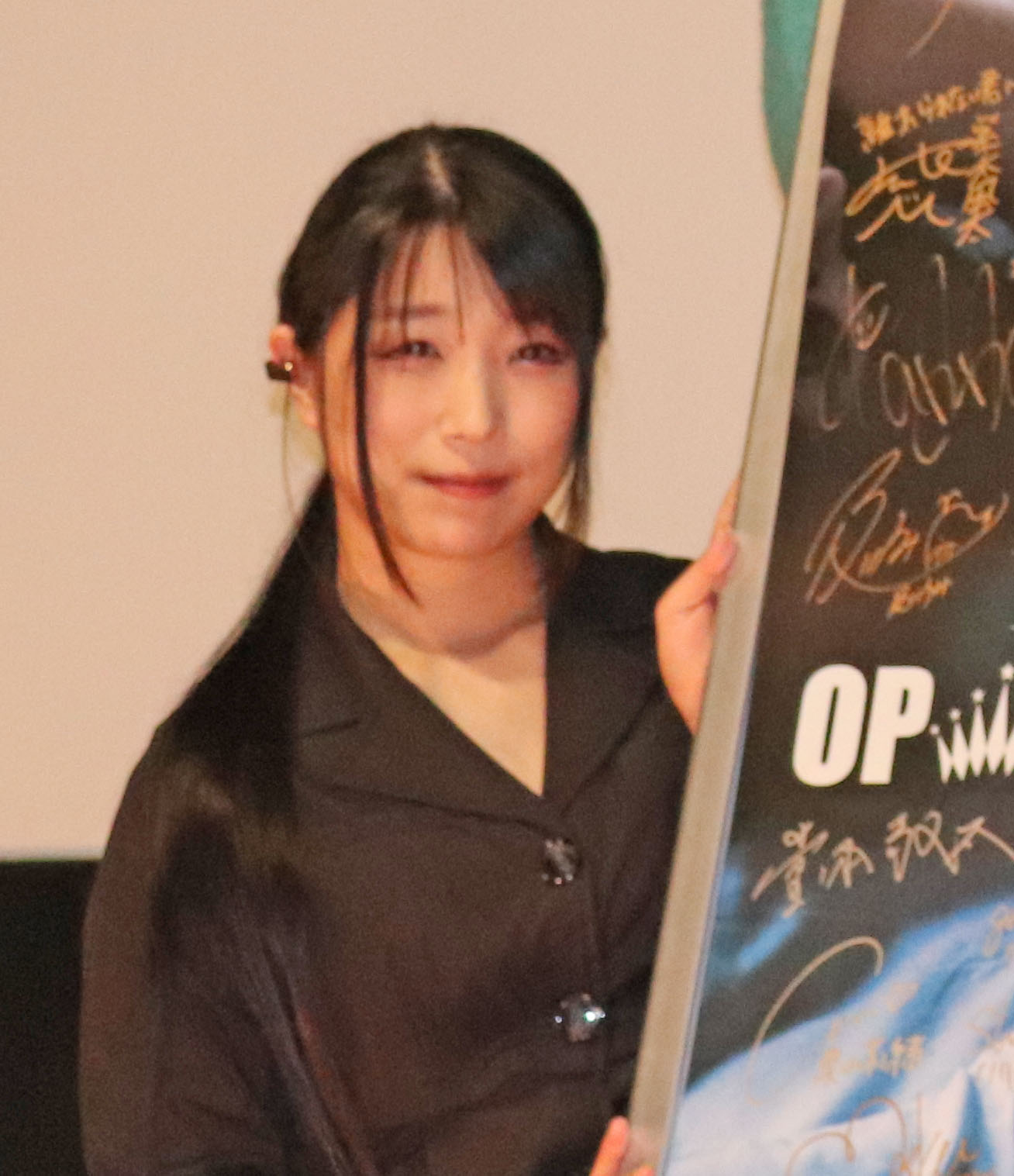
映画『みゆきの結婚』初日舞台あいさつ（2024年撮影）

2022年10月の同人頒布会「ゆるケット」では最強属性・モデルとして参加。
2025年には初の冠トークイベント「みひなのみっひーランド（仮）」をレフカダ新宿で開催。

## 人物
デビュー時から丸顔の容姿と演技力で、女子校生から人妻まで年齢を感じさせない幅広い役柄で出演。ライターの鷲谷憲樹は「小さい乳首のムチ子」と容姿を表現。前述の柏木は「ぱっと見は幸薄そうな美人、ドMっぷりにも定評があり、いま調教したいAV女優No.1」と論じた。ライターの所沢ショーイチは「凌辱的なシーンにもかかわらず、エクスタシーに達したような表情」ができる女優と評している。
座右の銘は「毎日が黒歴史」。毎日食べても良いと思うものはラーメン。
デビュー以前は本命に一途である一方、セックスフレンドが11人いた。セックスはスポーツに近い感覚であったという。
AVデビューのきっかけは「前の彼氏と別れる寸前」で「すごいムシャクシャしてて、何かやってスッキリしたかった」から。AVという世界は「昔つきあってた彼が、とあるAV女優を見て『こいつ、おれの元カノなんだよ』といった」と言及したことから、発言の真偽はともかく近い存在だと意識していた。初撮影はデビュー作ではなく、「プレステージさんの愛人設定のホテルでのハメ撮り」。
ファンの呼称はみひラー。ファンによって3月17日はみ（3）ひ（1）な（7）との語呂合わせで『みひなの日』と制定された。

## 出演作品

### アダルトDVD

#### 「永井みひな」名義
- 私のHな妄想叶えてください 永井みひな(仮)22歳 真性中出しAVデビュー（6月1日、SODクリエイト）
- 犯された女はもう一度 犯されたい願望がある…これ本当。（6月9日、FIRST STAR）
- 最高の愛人と、最高の中出し性交。 16（6月23日、プレステージ）※「ひな」名義
- ザ・マジックミラー 顔出し!女子大生限定 インタビュー中の素人娘にいきなりデカチン即ハメ! はじめましてで巨根をねじこまれ戸惑う間もなく素人オマ○コの感度は急上昇!激ピストンで本気イキ!! 3 in池袋 2枚組8本番!拡大スペシャル!!（7月7日、ディープス）※「みほ」名義
- （素）シロウトTV×PRESTIGE 女子大生セレクション 01（8月11日、プレステージ）※「ミヒナ」名義
- 当然、勝手にAV化!　イケメンの友達がほろ酔い状態の女の子を僕の部屋に連れて来た!女に無縁の僕にはそれだけで大興奮なのに超過激でHな王様ゲームが始まっちゃって… 10（8月19日、お夜食カンパニー）
- 女のオーガズムは男の10倍! 完全主観 女目線で自分のカラダがイキまくる! 女だらけのいいなりレズ女子寮（8月24日、SODクリエイト）
- 萌えあがる募集若妻たち 4時間 素人妻5人同時面接Debut（9月1日、プレステージ）　※AV OPEN 2017 素人部門エントリー作品
- 私をずーっとイカセ続けてください 永井みひな 22歳、夏。（9月7日、SODクリエイト）
- 「早漏の相談中に我慢できず暴発したら優しくゆっくり改善セックスしてくれた看護師さん」 VOL.2（9月7日、DANDY）
- マジックミラー号 心優しい子持ちのママがデカチンで妻に挿入を許してもらえない男性に素股奉仕 産後で感度が上がったマ○コは我慢できず、不倫挿入真正中出し! 4（9月21日、SODクリエイト）※「めぐみ」名義
- 万引きした女子高生に腰が抜けて立てなくなるほど潮吹き身体検査（9月21日、ナチュラルハイ）
- イキまくりマゾ保母さんAVデビュー（9月24日、KIプランニング）※「八木原ゆき」名義
- イジメ!! 噂のドM変態ロリータ（10月1日、ロリ専科）
- 朝から晩まで中出しセックス 29（10月5日、アイエナジー）
- 夜勤中に居眠りしている看護師を夜這いしちゃった俺 5（10月5日、AKNR）
- 募集素人若奥様 マシンバイブチャレンジ! 最後まで潮を吹かなかったら100万円!負けたらSEX!（10月5日、サディスティックヴィレッジ）
- 緊縛ちゃん こんな変態見たことない。（10月6日、ワープエンタテインメント）
- 一般黒人男性×素人女子大生 ち○ぽが大きすぎて困っている日本在住の黒人男性が素人女子大生にお悩み相談! 彼氏の短小ち○ぽよりもはるかに大きい黒デカち○ぽの登場にハニかみながらも色白うぶマ○コは疼きだす! 5 子宮の奥まで届く未体験のガン突きセックスに激イキ58回!!　人生初の黒人ザーメン中出しスペシャル!（10月7日、ディープス）※「ともか」名義
- ラグジュTV×PRESTIGE SELECTION 37（10月13日、プレステージ）※「佐倉陽菜」名義
- 「お願いっ!中に出してイイから、一緒にイキたいの!!」 全身性感帯 イキまくり悶絶ドマゾOL キスでビクつき!イラマでヒクつき!乳首噛まれてイク!挿入されたら、イキまくる!!（10月13日、オーロラプロジェクト）
- コスプレサークルのメンバー10人が集団エロ催眠にかかった（10月13日、ZUKKON/BAKKON）
- 痴漢NTR 妻(26)が痴漢AVに出ていた。 「あの時、気づいていれば…」 僕の横で媚薬を塗られ中出しされた妻（10月19日、ナチュラルハイ）
- 近所妻NTR 旦那が不在中に撮影したSEX映像（10月19日、AKNR）
- 「真面目そうな女ほど実はスケベで超敏感♡仕事中にチ○ポをオカズに隠れオナニーをする職女とイク瞬間に目を合わせたら…無言でセックスをねだられた」 VOL.1（10月19日、DANDY）
- 突然のキスで面食らって嫌がるどころか痙攣して体が反り返るほど、感じまくって爆濡れするドMな幼馴染!! 久しぶりに見た幼馴染があまりにも可愛くなっていてビックリ!! こっちがドキドキしているとは知らずに無邪気に顔を急接近!! 唇がボクの唇のほんの数センチ先にきてしまったからもう我慢できません!! 2人だけの密室空間がそうさせたのかボクにしてはとても大胆な行動に!! 怒られる覚悟で思い切ってキス!! 彼女が面食らっている間に何度も激しくキス!! 激しく怒られるかと思ったら軽く拒否するだけでキスするたびに体をビクビクさせながら痙攣して体が反り返るほど感じまくり!! パンツにシミが出来るほどの爆濡れ状態で抵抗もすぐに収まりボクのキスを受け入れ自ら舌をねじ込んでくるほどのド淫乱女子に大変身!! キスだけのつもりがキスだけでは終わらず、しっかりと最後まで頂いちゃいました!!しかも中に何度も求めて来た!!!!（10月19日、Hunter）
- 女子校生限定!目指せ賞金100万円! 舐めて触って匂って記憶! ちんちん神経衰弱ゲーム（10月19日、ATOM）
- 田舎から出てきたばかりの上京組の女子新入生は、サークルのノリで楽しく飲みすぎちゃって流されちゃって今まで経験した事が無いエッチなゲームや更に過激な王様ゲームも普段なら絶対拒否したはずなのにこの時だけは簡単に許しちゃう!（10月19日、お夜食カンパニー）
- わがままSっ娘 中出し大好きパイパン美少女女子校生（10月20日、テクノブレイク）
- SEXの逸材。 ドスケベ素人の衝撃的試し撮り 性癖をこじらせてプレステージに自らやって来た本物素人さん達の顛末。 VOL.03（10月20日、プレステージ）
- 異常変態少女敏感狂い（10月25日、豊彦）※「まゆか」名義
- 癖になるロリマ●コ ドM変態性を露わにする子宮ボルチオオーガズム。（11月1日、ロリ専科）
- デリヘル呼んだら姉が来た! 結果、お店に内緒で中出し本番セックスする事になる 10（11月1日、sister）
- 私、実は夫の上司に犯され続けてます…（11月1日、溜池ゴロー）
- 完全盗撮 同じアパートに住む美人妻2人と仲良くなって部屋に連れ込んでめちゃくちゃセックスした件。 其の15（11月1日、変態紳士倶楽部）
- 寿退社する妻の送別会ビデオ 僕の愛しい嫁さんが酒に呑まれ会社の上司や同僚に寝取られました。 其の4（11月1日、変態紳士倶楽部）
- 禁断介護（11月2日、グローリークエスト）
- 出産して急激に感度があがったママチャリ早漏妻16 特盛り! 5人全員中出しSP（11月2日、ナチュラルハイ）
- 初めて来たオイルエステで、エステティシャンが予想以上にミニスカート&胸チラで対応してくる! その無防備な格好にソソられるが冷めた態度…。しかし僕がデカチンだと気付いた途端、チ○ポに夢中になり本番行為を自ら求めてきた!! 3（11月2日、SOSORU×GARCON）
- 【昼は営業スマイル、夜はアヘ顔】 スタイル抜群の不動産屋営業さんのSEX事情（11月2日、AKNR）
- 生脚より卑猥! 都立アミタイツ学園（11月2日、AKNR）
- 憧れのあの子に勇気を出して告白!でも、あっさり撃沈（つд-。）それでも諦めきれなくて「実は俺、余命3ヶ月なんだ…」と嘘をつき同情を買い、死ぬ前にエッチをしたいと懇願!「素股までなら」と約束したが我慢できずに挿入すると…（11月3日、DOC）
- 『ねぇ唇と唇が触れなかった?』 『えっ本当に!?』 超密着!　布団の中で秘密のキス!　で元気づけてくれる幼馴染!　幼、小、中の頃から仲が良く高校になった今でもボクの部屋に来ては仲良くしてくれる幼馴染!しかも顔も超カワイくて性格も良くてスタイルも良くて勉強もできてクラスのマドンナ的存在!!しかもしかも遊びに来るときは決まって超無警戒で無防備な格好で遊びに来るから目のやり場に困る!!いや勃起しちゃって困る!!ある時、落ち込んで布団に包まって寝込んでいたら幼馴染がやってきてボクが布団から出ないとふざけてボクの布団に潜り込んできた!!ボクを慰めようと狭い布団の中で更に急接近!!しかもわざとなのか近すぎるからなのか唇と唇が何度も触れ合い『ねぇ今、唇と唇が触れなかった??』と聞くとニコっと笑って『どっちだと思う?』と言ってボクを惑わす!!困惑していると今度は明らかに激しくキスしてきてド淫乱に豹変!!何度もおかわり中出しSEXを求めてきた! （11月7日、Hunter）
- 単身赴任中のボクに送りつけられたのは、超清楚だった妻が会社の部下に寝取られ快楽堕ちしてしまったヤリマン化映像!（11月7日、お夜食カンパニー）
- 白い変態 ミシェル 全身性感帯で狂ったようにイキまくる トルコ×日本のど変態ハーフが緊縛AVデビュー（11月7日、ハイカラ）※「ミシェル」名義
- 図書館パンストごと挿入大量射精痴漢（11月7日、HHHグループ）
- 超敏感クリ乳首の逸材AVデビュー 触れるだけでビクビク痙攣ヌレする全身性感帯 「もうイッってるってば…ダメぇ壊れちゃう」 集中チクビ責めでイキ狂う変態覚醒ドキュメント（11月13日、ワンズファクトリー）※「ゆきちゃん」名義
- SEXの逸材。 ドスケベ素人の衝撃的試し撮り 性癖をこじらせてプレステージに自らやって来た本物素人さん達の顛末。 VOL.05（11月17日、プレステージ）
- 素人娘オーガズム研究所 全身性感帯で悩む女子大生で検証! わずかな刺激でもイッてしまう超敏感な素人を絶頂マシーンとデカチン激ピストンでイッても止めずにイカセ続けたら失神するのか!?（11月19日、DEEP'S）
- ニーハイ女子校生と男はボク1人の王様ゲーム!! 田舎から都会の学校に転校したら、クラスに男はボク1人!! しかも周りは全員『黒ニーハイ』のマセた美脚女子校生!! 喋りかけられても、格差があり過ぎて話が全くかみ合わない…。放課後、何かして遊ぼうという話になってボクがダメ元で言ってみた『王様ゲーム』に唯一反応! 一気に盛り上がりその場でゲーム開始!おもいきって出したエッチな命令にも「ウケる!!」と楽しみだしゲームはエスカレート! だけど想像以上の光景にボクは勃起してしまい…。するとそれを見た都会っ子女子たちは田舎者のボクなんかにムラムラし始めて…!?（11月19日、Hunter）
- 場違いなヤリマンの入部で女子部員全員がヤリマン化! 男子も女子もウブで真面目な生徒ばかりのお堅い文芸部になんとヤリマンが1人入部してきた!! 部活動もそっちのけでパンチラ胸チラで男子部員を誘惑すると、所構わずヤリまくり! 恥ずかしくて見て見ぬふりの毎日だった女子部員たちも、繰り返し見せつけられてく内に段々と発情して来て、あんなに「性」に対して消極的だったのが嘘のように全員ヤリマン化! 何の抵抗もなく、むしろ自分からチ○ポを貪りまくり! お堅い文芸部の面影などもはや跡形も無く消え失せていった!!（11月19日、Hunter）
- 敏感娘伝説。 発見!快感が止まらない少女。 私、生まれつき敏感な体質なんです。（11月19日、生貝）
- 酔った勢いでレズNTR 彼女と同級生の女子会ビデオを見せられて… 〜私の大好きな彼女が、知らない女に寝取られました〜（11月19日、ビビアン）
- 異常体液変態少女乳首狂い 2章（11月25日、豊彦）※「まゆか」名義
- 逸材！！ ド素人の人妻は、AV志願の従順発情ペット。みひな いくみ もな（11月25日、ビッグモーカル）
- 欲求腐満子 みひな(22歳) カラダが敏感すぎて男の人に引かれます。だからいつも自分を抑えてセックスしてます。一度、自分を解放して100回ぐらいイッてみたいんでお願いできますか?（11月25日、ティーチャー）
- サプリメントモニターで騙された制服少●（12月1日、GLAY'z）
- 「ダメェ! オマ●コ壊れちゃう… ディルドチ●ポが気持ち良すぎて腰が止められないの!」奥までズッポリ丸見えオナニー4時間（12月1日、GLAY'z）
- 夫に内緒で他人棒SEX 30歳すぎて初めての精飲特別編 想定外の中出し懇願 10,000人に1人の全身性感帯保育士妻 みひなさん30歳（12月7日、コスモス映像）
- 絶対に知られてはならない彼女の秘密 (超絶敏感) 地元DQN軍団当日ネトラレ 永井みひな（12月19日、トラウマックス）
- SODファン大感謝祭!歴代専属女優大集合!SODStar2名を含む超豪華人気女優16名と一般募集素人ファンによる夢の大乱交1泊2日!総発射数68発!射精無制限ぜつりんバスツアー 2 (※素人男性18名参加)（12月21日、SODクリエイト）
- 羞恥!ある日突然男女社員混合強制OL健康診断スペシャル（12月21日、サディスティックヴィレッジ）

- マジビビる…!史上最も、簡単にイッちゃう女!【さらに感度高まる危険日中出しで】受精中毒支配!（1月1日、ジェントルマン/妄想族）
- 新任女教師 永井みひな マシンバイブ調教×催淫三角木馬×危険日中出し15連発 そのすべてで潮!潮!潮! 26（1月11日、サディスティックヴィレッジ）
- 地味でオタクなメガネ女子が来たので面接からの流れでAV撮ってみた件 3（1月19日、エンペラー/妄想族）※「みひな」名義
- お姉ちゃんのリアルな性教育（2月1日、グローリークエスト）
- 喉じゃくりでイキ潮する変態美少女（2月2日、OFFICE K'S）
- 磔獄門 レ○プ 3 UNLIMITED Target:女教師・永井みひな（2月8日、サディスティックヴィレッジ）
- 清楚美少女痙攣（2月15日、ピーターズMAX）
- 元ヤンギャルに呼び出され身ぐるみはがされたのに、パンチラみせつけられただけでソソられて白ブリーフがテント勃起してしまう気弱だけどすけべな僕はバキュームフェラと馬乗り騎乗位で最終的に精子まで全部むしり取られました!（3月8日、SOSORU×GARCON）
- 欲求不満な名門女子大生が気弱なクラスメートを媚薬痴漢 強烈発情したJD2人組と悶絶痙攣レズ逆3P（4月6日、プレステージ/DOC）
- ドリシャッ!!（4月6日、ワープエンタテインメント）
- 進撃の粗チン（4月6日、NON）
- 今日も義父に玩具にされて…（4月6日、光夜蝶）
- 女の雌汁ぜんぶ抜く!!（4月19日、ROOKIE）
- 【過激注意】変態ドマゾ本能が媚薬で覚醒!!イキまくり連続アクメでま●こヒクヒクしっぱなし!けしからんのでナマパコ調教して孕ませておきました。（4月19日、チキチキカマー/妄想族）
- D組の噂になってる超敏感潮吹き女子は、男子のいいなり性奴隷（4月26日、デジタルアーク）
- 真・レズソープ 2（4月26日、サディスティックヴィレッジ）
- 息子の嫁（5月1日、プラネットプラス）
- 専業主婦ナンパ！！乳首でイき狂う人妻！！ 長井みいな (5月1日、恋する花嫁DX（AV）※「長井みいな」名義
- 妻・寝取らせ・覚醒（5月4日、プレステージ/DOC）
- 鬼縛 'きばく' 11 激イキ絶頂失神特異体質（5月4日、MAD）
- 快診の一撃（5月4日、NON）
- 私、脅迫されてます（5月4日、光夜蝶）
- 受付嬢in… (脅迫スイートルーム)（5月4日、ドリームチケット）
- SODリベンジ射精人式 ～「童貞卒業の日」に苦い思い出がある皆様へ生SEX真正中出しをプレゼント～（5月10日、SODクリエイト）
- ドM女子 中出し20連発（5月10日、アイエナジー）
- 優しすぎる素人奥さんが笑顔で童貞筆下ろしを生中出しでしてくれる愛嬌のある保育士 みひなさん (30歳)（5月10日、コスモス映像）
- 令嬢調教 懐妊までの監禁陵辱…地獄の30日間（5月13日、オーロラ・プロジェクト）
- 義母と娘の偏愛レズビアン ～瑞々しい肌に心奪われた欲求不満な継母～（5月20日、レズれ!）
- 義理の息子に洗脳される母（6月1日、プレステージ/ワンモア）
- 痴漢の指先にも感じちゃう敏感体質のOLみひなさんは「オチ○ポ想像するだけでおかしくなっちゃうー!」と前代未聞の最速フラッシュエクスタシー!（6月7日、下半身タイガース/妄想族）
- 痙攣絶頂サイレントレ×プ 助けを呼んで乱暴されたレッテルを貼られるのが怖くて声を押し殺して犯された変態ドM女教師（6月13日、MOODYZ）
- 永井みひなが佐々木あきに拘束されて109回絶頂させられる潮吹きまくりレズ（6月20日、レズれ!）
- お見舞いに来てくれた知り合いの妹がいつのまにかオトナの女性に。成長した胸が服にフィットし乳首ぽっちがこんにちは。友達がいなくなったことをいいことに妹に性処理依頼をしたら、激しい騎乗位でしっかり中出しさせてくれた!!（6月22日、ケイ・エム・プロデュース/SCOOP）
- 喉鳴き号泣オーガズム（7月6日、ワープエンタテインメント）
- 坊主バーVOL.4 生臭坊主NTR（7月7日、桃太郎映像出版）
- 妹が恋人（7月10日、K-Tribe）
- もし僕が本気を出したら、彼女はどんなセックスをするのだろう?（7月13日、アリスJAPAN）
- 女子校生孕ませレイプ中出し20連発（7月13日、ケイ・エム・プロデュース/REAL）
- 気弱なギャングを逆レ○プした件（7月19日、エンペラー/妄想族）
- 「あの興奮が忘れられない! 声を出せない野外で感度が高まりイキまくる快感中出し露出 永井みひな 23歳」（7月26日、DANDY）
- 人間牧場（7月27日、TMA）
- サカリ 永井みひな（8月1日、中嶋興業）
- ノーパンノーブラ姉妹（8月10日、LEO）
- いきなりイラマチオできる特殊型風俗で射精を終えた後に目隠しを外した嬢がなんと自分の別れた妻!興奮が冷めやらないのでもっかい目隠しをさせてオプションで生中出ししてやった!!（8月13日、溜池ゴロー）
- そのプリッとしたお尻で僕を誘ってるんですか?スタイル抜群の人妻が僕の前でプルンプルンの神尻を見せつけるので我慢できず中出ししたった!（8月19日、かぐや姫Pt/妄想族）
- 僕の愛する妻が大嫌いなジジイに寝取られている現場に遭遇したが、あまりにも気持ちよさそうに喘いでたから中出しされても何も出来なかった（8月19日、セレブの素顔/エマニエル）
- 「常に性交」ビキニマッサージ 7（8月23日、SODクリエイト）
- 女体解体痴漢 ～カラダの隅々まで調べられすべてを知られた女は拒めない～（8月23日、ナチュラルハイ）
- 接吻レズビアン 卑猥なクチビルと舌で快楽を貪り合う若妻たち（8月23日、ヒビノ）
- ドジっ娘アニオタ美少女（8月28日、K-Tribe）
- 日本代表NTR スポーツバーで観戦中にドサクサにまぎれて揉みまくられた僕の彼女（9月7日、JET映像）
- 勉強しかできないメガネっ子女子大生4人組の性の偏差値アップ研究（9月14日、ケイ・エム・プロデュース/BAZOOKA）
- 部活帰りの娘がブルマ履いたまま制服で帰宅!パッツパツのデカ尻濃紺ブルマに発情した父が媚薬を飲ませると発汗してムレムレに!思わずチ○ポ挿入すると効果抜群過ぎて何度も仰け反り絶頂! 5（9月14日、V&R PRODUCE）
- いつまでケンカしてんの!!」実は近親相姦愛を育んでいた兄妹が喧嘩を装い親に隠れて喘ぎ声を押し殺しながら危険な中出し交尾 3（9月14日、V&R PRODUCE）
- 街で噂の裏風俗パンチラBar（9月20日、MARRION）
- 人妻中出し深夜バス ～帰省中のサイレント孕ませ痴漢～（9月25日、マドンナ）
- 異常性感ドM美少女のザーメン＆小便ごっくん顔面崩壊調教（10月5日、クリスタル映像/NITRO）
- マゾに目覚めた女 7（10月7日、アタッカーズ）
- 就活同期会NTR ～両思いをあっけなく終わらせたチャラ男の略奪中出し映像～（10月7日、PREMIUM）
- おしゃぶり大好き いつでも即尺 どこでも即ハメ なまなかだしご奉仕メイド 永井みひな Vol.002（10月12日、ケイ・エム・プロデュース/宇宙企画）
- 土下座して頼んでみた 学校編（10月13日、無垢）
- 感じすぎていっぱいおもらしごめんなさい… 14（10月13日、セレブの友）
- 頭の先からつま先まで全身性器になってしまったオイルまみれSEX 2（10月19日、エンペラー/妄想族）
- あの日、大学の飲み会が中出し輪姦サークルに変わった。（10月25日、本中）
- 息子の嫁と義父（10月25日、タカラ映像）
- 永井みひな 4時間（11月1日、GLAY'z）※単体ベスト
- 100％女を堕とす甘い顔!! イケメン過ぎるヴァイセクシャル女子が永井みひなを興奮させまくりのレズタチDebut!!（11月7日、ビビアン）
- 従妹たちはガッツリ見せつけハチャメチャ誘惑合戦J○ 久しぶりに会った従妹達はピチピチエロエロなカラダに成長していて、そのエロ尻を最大限に利用して、大好きなお従兄ちゃんを攻め落としてきた。（11月8日、SWITCH）
- 全裸OLハーレムスペシャル（11月9日、ケイ・エム・プロデュース/BAZOOKA）
- 家族揃ってカラダで稼ぐ売春母子家庭 2（11月25日、セレブの友）
- 勤務中に我慢し切れず弾丸放尿しちゃった女 2（12月6日、AKNR）
- ヤリマンワゴンが行く!!ハプニング ア ゴーゴー!!永井みひなとリズの珍道中（12月7日、桃太郎映像出版）
- 美×情欲×色香 パンストの魅力（12月20日、AKNR）

- 永井みひな、まるっと4時間ガン突かれっぱなし（1月4日、NON）※単体ベスト
- 川上ゆうが永井みひなと高杉麻里のオマ○コ重ねてまとめてイカせるガチレズ同性愛SEX!（1月25日、セレブの友）
- 殿堂!スーパーアイドル4時間（7月12日、ケイ・エム・プロデュース/Million）※単体ベスト

#### 「あずみひな」名義
- 拝啓- 高●生の僕へ。 君がずっと好きで交際していた美術部のまゆはクラスの男子みんなと性交していました（1月24日、SODクリエイト）
- 最強属性 29（1月25日、プレステージ）
- 10年ぶりに逢った幼なじみのみひながエロいからだの女子大生になっていて…（2月8日、クリスタル映像）
- 酔い潰れた同僚をお持ち帰り（2月21日、AKNR）
- びしょ濡れ女子●生痴漢バス（2月22日、TMA）
- 素朴な奥さんは重度のチ●ポ狂いでした!AVの現場でガッツリ仕込まれ夫婦生活のアクメ記録上書きされました!（2月23日、シャーク）
- あずみひなの敏感、奔放すぎる性癖（3月1日、プレステージ）
- 性欲処理専門セックス外来医院17 新設 激イキ科 超高感度ナース特集!編（3月21日、SODクリエイト）
- SODファン大感謝祭!全日本ローションバトル2019 一般素人男性と男女混合でヌルヌルローションリングで密着ヌキまくり!!（3月21日、SODクリエイト）
- お色気お天気お姉さんと悪ガキ子役たち（4月4日、グローリークエスト）
- SEXの逸材。 VOL.38 (秘)性癖を曝け出す美少女を激撮 見た目からは想像のできないスケベな欲望がカメラの前で弾け飛ぶ!（4月5日、プレステージ）
- IBITSU 双子姉妹の歪んだ遺恨復讐事件（4月5日、シネマジック）
- 可愛すぎる レンタルJ●彼女と秘密の孕ませ裏デート（4月12日、ケイ・エム・プロデュース/BAZOOKA）
- 両想いだった幼馴染がクラスのチャラ男に寝取られ、中出しされまくるお話（4月19日、かぐや姫Pt/妄想族）
- 義姉と入れ替わり!?超敏感体質の僕(義姉)とヤリまくり共同性活（4月25日、h.m.p）
- アメコミヒロイン自虐性癖（4月26日、GIGA）
- 「奥さん、誰にもバレないから濃密SEXしませんか。」（4月27日、オイスター海運）
- あずみひなは枢木あおいのことが好きすぎる変態女 媚薬を仕込むイタズラで思う存分に枢木あおいを堪能しようと思ったら結局仕返しされてお互い媚薬で感じまくってイキまくる 結果的に見ごたえたっぷり敏感すぎるキメセク濃厚レズビアン（5月7日、ビビアン）
- 終電逃して泊めてもらうことになったメイクを落とした女上司のすっぴんが可愛くて不覚にも超勃起!そのままハメ倒して綺麗な顔にぶっかけちゃった! 2（5月17日、Z-MEN）
- 「嫌、止めて!!」と言えない状況で感じる女の悲しきエクスタシー 力づくのSEX 就寝中の部屋に忍び込む三匹の悪魔（5月25日、AVS Collector's）
- 恋がしたくなるエッチ（6月1日、S-Cute）
- 拷問無残 6（6月7日、アタッカーズ）
- クラスのDQN軍団から助けてくれたのに何も出来ない僕。（6月13日、MOODYZ）
- 一人のM女として・・みひな（6月25日、AVS Collector's）
- W小悪魔挑発美少女（7月1日、プラネットプラス）
- 絶対に声を出してはいけない状況なのに、カチコチにおっ起ったチ●ポを見せつけられ羞恥心を煽られるが、逆に今までにない性癖が覚醒し、声を殺してイキ狂うドエロ妻っ!! 7（7月5日、LEO）
- 檻の中の性奴隷 緊縛監禁された制服美少女 緊縛ハードSM（7月13日、無垢）
- 可愛くて優等生の女子校生たちから中出しSEXをせがまれて困っている僕。5（8月9日、ケイ・エム・プロデュース/BAZOOKA）
- 地味美少女が極太ちん棒ビッチ堕ち!! むっつりオナオナで全力アヘ顔晒してそのまま種付け中出し交尾ww（8月9日、赤面女子）
- 女流監督「伊達彩華」の真性ハメ撮りレズドキュメント VS神ユキ あずみひな 星あめり（8月19日、ゆりえっち/妄想族）
- 濃厚接吻 姉妹レズビアン 禁断の快楽に堕ちていく姉と妹（8月22日、ヒビノ）
- 「制服・下着・全裸」でおもてなし またがりオマ○コ航空 11 デカ尻便（9月12日、SODクリエイト）
- 学校で美人女子校生から命令されて常に上から目線でオナニー指示を受ける快感 JOI淫語痴女学園女子校等部2 淫語囁き・焦らし・寸止め 完全主観あなただけを見つめて語りかける極上オナニーサポート（9月13日、BAZOOKA）
- あずみひな 8時間 SPECIAL COLLECTION（10月4日、クリスタル映像）※単体ベスト

#### 「みひな」名義
- 解膣 みひな（9月1日、S&Mスナイパー）
- デリヘルで呼んだ娘が、敏感すぎて潮吹いて僕の部屋をビショビショにするので怒ったらヤラせてくれたけど、感じまくりまさかの連続イキ!更にハメ潮吹きまくって困った! 8（9月12日、アイエナジー）
- 妄想アイテム究極進化シリーズ 男女入れ替えタイムカード 男女入れ替わりで働き方改革 『俺、女になって定時で帰ります。』（9月12日、ROCKET）
- SWITCH8周年記念作品 黒パンストが好きならこれでどう?! 黒パンスト女子社員が僕のチ○ポを争奪戦! 右を見ても左を見ても黒・黒・黒の黒パンスト祭り!1人のマ○コだけじゃ許されず複数マ○コにブチ込みます!（9月12日、SWITCH）
- イラ魔チオ（9月19日、グローリークエスト）
- 激レア素人ちゃんを連れてきた。vol.07 K大卒・大手家電メーカー勤務のハイスペックOL・みひなさん (27歳) &大手航空会社勤務キャビンアテンダント・すみれさん (27歳)（9月25日、激レア素人ちゃん/妄想族）
- 「誰にも聞けないけど…「イク」時にイクって言ってもいいのw」制服お嬢様の放課後は何度もイッちゃう変態J○中出し性交（9月25日、ホームルーム/妄想族）
- 痴女たちの狂宴 BITCHMONSTERHOUSE（10月11日、ケイ・エム・プロデュース/Million）
- 愛液×唾液×お漏らし 淫汁まみれレズビアン（10月13日、セレブの友）
- 縄酔い人妻 叔父のお仕置が今も私を疼かせる。（10月25日、AVS Collector's）
- みひな20時間33分ベスト（10月25日、セレブの友）※単体ベスト
- 父子家庭の一人娘 片親の家庭環境で育まれた父親思いで真面目な女の子 みひなちゃん（10月26日、シャーク）
- 収監!レズニンフォマニア ～精神科女医×色情狂患者 狂ったレズセックス治療～（11月1日、U&K）
- 黒人民泊NTR 昨今流行りのAirb●bとやらで来日ステイし始めたBlackGuyの漆黒の肉棒でずっぽり民泊された妻（11月7日、JET映像）
- 会員制秘密ポワゾン愛人倶楽部（11月8日、ケイ・エム・プロデュース/BAZOOKA）
- ほろ酔い×変態×大乱交 ドスケベ女優限定のSEX合コン（11月13日、セレブの友）
- 最初で最高のアナル解禁（11月19日、MVG）
- 黒人生中出しNTR 浮気相手は宿泊客の外国人…そのデカマラに魅せられた人妻は夫に隠れて不倫SEX!!（12月13日、セレブの友）
- みひな女王様のM男調教（12月25日、AVS Collector'S）
- ROCKET年末超豪華レズスペシャル バトル・オブ・レズビアンズ3 ～格闘ではないレズビアン・ラプソディ『イカセ愛』総当たりリーグ戦～（12月26日、ROCKET）

- 肛姦凌辱 アナルに堕ちた社長令嬢（1月7日、アタッカーズ）
- ニットの上から分かるほど浮き出た乳首 いじられて感じてしまう地味彼女（1月17日、ケイ・エム・プロデュース/ヒメゴト）
- みひなのデカ尻アナルをひびはたが責める3Pレズビアン（2月13日、セレブの友）
- 純情一途に恋い焦がれ… 未練・水色想い百合女学生（2月19日、ゆりえっち/妄想族）
- Anal Device BondageXVIII 鉄拘束アナル拷問（2月20日、グローリークエスト）
- 「お尻の穴ならHしたことにならないよね…?」 愛おしすぎるデカ尻妹のアナルを拡張して尻穴に中出ししまくった近親相姦スレスレの日常生活（3月1日、LUNATICS）
- 私たち男子禁制のシェアハウスに住んでるけど男連れ込んで顔射SEXしてます（3月13日、セレブの友）
- ナース公開調教（4月2日、グローリークエスト）
- みひなのデビュー前からのセフレによる監督映像 こんな悶絶した彼女はかつて見たことない!全身性感帯7穴アナルSEX（4月12日、ファーストスター）
- 屈辱の浣腸!アナルで失禁!ケダモノ2穴ファック!アナルを犯され続けた学級委員長（4月13日、MOODYZ）
- 暇すぎる田舎で幼馴染とアナル開発に夢中になった汗だくの日々（5月1日、MOODYZ）
- 義母の卑猥な口と欲深い喉は、俺専用のくちマ●コ（5月2日、光夜蝶）
- 肛門W発狂 従順アナルメイドコレクション（5月25日、えむっ娘ラボ）
- パワハラ親父の鼻フック顔舐め（6月11日、レイディックス/neo）
- 完全撮り下ろし! むっちりエロ尻お姉さん陰部密着黒パンスト穿いたままSEX（6月25日、セレブの友）
- 最強属性特別編 コスプレ女子会で桐山結羽レズ解禁&4P（6月26日、プレステージ/最強属性）
- 俺をバカにする女に復讐イラマチオ（7月9日、AKNR）
- 新任女上司魔触の崩壊（8月19日、シネマジック）
- 神パンスト 制服ロリ美少女の美脚を包んだ生ナマしいパンストを完全着衣でムレた足裏からつま先を味わい尽くす! 時には顔騎や足コキ、時には中出し、時にはお尻にコスってぶっかけとやりたい放題! 発情させられた女の変態調教絶頂プレイを楽しむフェチAV（8月27日、親父の個撮）
- マッサージ中に敏感すぎてエロい腰クネ反応が止まらない!! 施術を始めて30分で挿入OKな感度が良すぎるデカ尻美淑女（8月27日、DANDY）
- Wアナルビッチ 7（9月3日、グローリークエスト）
- 完全主観妹系メイド出張デリヘルパイパン中出しオプション付き 2（9月11日、ケイ・エム・プロデュース/BAZOOKA）
- 知らない女は損をする! 媚薬ぬったくりチ●ポをアナルにブチ込まれると奥歯ガタガタ異常発汗 アルマジロみたいに丸まりその後、急激に仰け反り突然絶叫を上げてイクッ!!（9月13日、MOODYZ）
- M男家庭教師を調教する女子校生 みひな（10月9日、ケイ・エム・プロデュース）
- 優しくも激しい…愛し合う二人の情熱的レズビアンSEX あおいれな みひな（10月13日、セレブの友）
- どんな女でも絶対にイカせる玩具で何度もガチイキするアヘ顔晒しオナニー2（10月15日、 グローリークエスト）
- 乳首自慰エクスタシー（10月25日、セレブの友）
- ねぇねえ、家族でエッチなアソビをするとみんな優しくしてくれるのは、なんでなの？（10月30日、NON）
- 妄想告白ブルマん娘 みひな（11月12日、フェチ眼）
- 波多野結衣×みひな 酔うとエロくなる二人が一緒にお酒を飲んだら…本気で求め合う密着濃厚レズSEXが見れた！（11月13日、セレブの友）
- 近親相姦パラサイト 娘×父×妹×兄×嫁×義父の危険な家族（11月25日、h.m.p DORAMA）
- 夫の部下たちに朝昼晩と何度も中出しされた妻 夫婦人質事件 みひな（11月25日、ながえスタイル）
- 欲求不満の絶倫人妻がアナタに見せつけるGスポット直撃マン汁ぐっちょり悶絶絶頂指オナニー（11月26日、アイエナジー）
- 妻の寝取られ顔が、一番エロいと感じるのは、俺だけだろうか？（12月4日、光夜蝶）
- 緊縛二穴調教レズビアン 女の子に滅茶苦茶ハードなプレイで犯されたい（12月7日、ビビアン）
- 綺麗なお姉さんの全身がグッチョグチョになったオイルまみれトロ顔SEXを見てみませんか…？（12月13日、セレブの友）
- ち○ぽ依存症の女 ち○ぽ遊びに溺れる女の子のフェラチオ（12月25日、ケイ・エム・プロデュース）
- ニューハーフ強制ドM化実験 被験者＃03 みはる（12月25日、TRANS CLUB）

- もう、ママしか食べられない。（1月1日、光夜蝶）
- 水沢つぐみ初レズ解禁作品 同性愛快楽に目覚めた3Pレズビアン 水沢つぐみ あおいれな みひな（1月13日、セレブの友）
- チ●ポ狂いで超敏感体質なドM学習塾講師「ケツ穴締めるのが得意です…2穴肛虐中出しお願いします」 みひな（2月7日、山と空/妄想族）
- 【りある脱出遊戯・外伝】アナルSEXしないと出られない部屋に閉じ込められましたので…（2月12日、プレステージ）
- スパンキングで昇天するボンデージ美女に喉奥ハードイラマをプレゼント ！2（2月12日、ケイ・エム・プロデュース）
- 今からこの娘の口内を犯していきます（2月27日、光夜蝶）
- 女が女をガチイかせ！あおいれなのレズSEX（3月13日、セレブの友）
- ザ・和姦7 犯された男に狂う妻 みひな（3月13日、 ながえスタイル）
- 脅迫肉便器（4月2日、 光夜蝶）
- ミニスカエロボディのOL達が男性社員のち○ぽを挑発 オフィスで射精させてあげる！！（4月23日、ケイ・エム・プロデュース）
- 黒人とヤリたい大和撫子 ド淫乱おねえさんが憧れの黒巨根で悶え狂う！ みひな（4月24日、シャーク）
- 家飲みだけじゃ我慢できない！ 人肌恋しいほろ酔い女子が集まるラウンジバー ソーシャルディスタンスできない女の欲求不満SEX（5月7日、桃太郎映像出版）
- 潮の掛け合いは女同士の愛情表現。潮吹き密着レズビアン みひな 神野ひな（5月13日、セレブの友）
- 3つのエロポーズで見せるおま○ことアナル（5月25日、 アロマ企画）
- 鬼カワSっ娘中出し女子校生（6月11日、 ま○こ銀行）
- 時間停止 レ×プ魔に蓄積させられた快感が一気に弾ける濃縮ビッグバン痙攣！ みひな（6月13日、 溜池ゴロー）
- パンティの中にチ○ポを挟んで射精に導くお姉さん Part.2（6月13日、 アロマ企画）
- チンチロリ～ンJOIサイコロの目に従い完全主観オナニーサポート2（6月19日、 アロマ企画）
- 15人の語りかけ誘惑オナニー撮り下ろし大全集！アナタだけを見つめて、何度も何度もイキまくる！（６月25日、セレブの友）
- アソコに直穿きスポウェア女子 レッツ発情エクササイズ！ キモチくてお汁が染みてきちゃう…（7月24日、オイスター海運）
- こんな私で「ごめんなさい」オナニー全員集合！感じすぎる私、イキすぎる私、クチュクチュ音をたてる私、公衆便所みたいな私…（8月13日、セレブの友）
- ものすごい吸引音の乳首舐め（8月19日、アロマ企画）
- おしっこ114連発 98人（9月2日、グローリークエスト）
- 貴方に語りかけるオナニー15名 ～貴方だけに語りかける下品な淫語とオナニーのオンパレード！（11月9日、セレブの友）

- 全開鼻フック みひな（1月13日、レイディックス）
- 濃厚接吻レズビアン 可愛い後輩とレズってみたら気持ち良すぎてイキすぎちゃった！（2月23日、ヒビノ）
- 暴虐蕩揺放置デビル・シェイカー 腹部強●痙攣×秘唇固定電マ×胸部淫猥吸引=女体制御不能昇天 Part2 全身性感地獄に狂い逝く女たち（3月22日、BabyEntertainment）
- 麻薬捜査官 菊門狂乱拷問XX 女体秘奥を襲った史上最大級のカタストロフィー みひな（4月5日、BabyEntertainment）
- みひな 完全撮り下ろし激エロ・4SEX（5月10日、セレブの友）
- 集団催●ライブ 惹かれ合う快楽マインドコントロールで初体験のトリプル絶頂SEX 葉月もえ みひな 黒川すみれ（5月12日、SODクリエイト）
- 彼女にフラれた兄を慰めたら、性処理もさせられた妹 みひな（6月20日、STAR PARADISE）
- 地雷系女子 メンヘラ接吻（7月7日、レイディックス）
- 僕は子供部屋おじさんです。妹で性欲処理をすませています。桃色かぞくVOL.24 みひな（7月21日、SODクリエイト）
- hypno-document 催●監禁部屋 脳バグ私にキメセクしてください！ みひな（7月26日、ヒプノシスRASH）
- 緊縛調教妻 可憐な人妻に目覚めてしまったマゾ性癖。旦那の出張中に縄でイキ悶える浮気セックス みひな（8月9日、グローバルメディアアネックス）
- 真正ドM女優！『みひな』のレズ限定 1，005分 7枚組ベストボックス！～苦悶の表情で感じまくる変態M女『みひな』が魅せるレズ作品の世界を貴方に！（8月9日、セレブの友）
- 秘書がプリケツすぎて我慢できない！人妻であろうと関係なく社長命令と称して毎日中出し みひな（8月16日、ミセスの素顔/エマニエル）
- 性欲処理専門セックス外来医院20 特別編 祝20作品目Anniversary【ますます妄想拡大!リクエスト企画祭り】みひな  乙アリス  広仲みなみ  佐野なつ  都崎あやめ  希咲那奈  大槻ひびき（8月25日、SODクリエイト）
- テレワークのために初めて行ったシェアオフィスで・・・ 性欲を持て余した働く女性達に入れ替わり立ち代わりで精子を搾り取られてしまった1日。（10月20日、SODクリエイト）
- マスク女子の卑猥なフェラチオ素人娘 2 12人（11月8日、かぐや姫Pt/妄想族）
- 素人娘の全裸図鑑 27 今時の女の子13名が恥らいながら脱衣していく様子をじっくり撮影した、変態紳士のためのヘアヌードコレクション（12月6日、かぐや姫Pt/妄想族）
- 玄関開けたら即セックス！目につくチ●ポを全てハンティングする無差別種付けヤリマン奥様達の騎乗位性交！（12月22日、SODクリエイト）

- あなたのチ●ポ洗います。8 素人アルバイト 8人（5月9日、かぐや姫Pt/妄想族）
- 【個撮】どこでもフェラ 11 11人（5月23日、かぐや姫Pt/妄想族）
- 素人娘の全裸図鑑 32 今時の女の子12名が恥らいながら脱衣していく様子をじっくり撮影した、変態紳士のためのヘアヌードコレクション（9月19日、かぐや姫Pt/妄想族）
- 素人ナンパでセンズリ鑑賞 17 見るだけでいいんです! だからちょっと僕のチ●ポ見てもらえませんか?（11月7日、かぐや姫Pt/妄想族）
- どこでもおしっこ! 素人娘の大放尿33人 スロー再生でじっくり鑑賞できるマニア向け映像 8（11月21日、かぐや姫Pt/妄想族）

- オナサポ!! 女子○生 着衣で全裸で挑発的ダンス 5（2月6日、かぐや姫Pt/妄想族）
- おマ●コとアナルがハッキリ見える 6 素人娘の超接写オナニー 12人（3月19日、かぐや姫Pt/妄想族）
- おマ●コとアナルがハッキリ見える 7 素人娘の超接写オナニー 10人（8月13日、かぐや姫Pt/妄想族）
- ノーハンドフェラは奴隷の証! 13 手を使わずにフェラチオする10人の素人娘（9月10日、かぐや姫Pt/妄想族）
- どこでもおしっこ! 素人娘の大放尿25人 スロー再生でじっくり鑑賞できるマニア向け映像 10（10月22日、かぐや姫Pt/妄想族）
- オナサポ!! 女子○生 着衣で全裸で挑発的ダンス 9（11月19日、かぐや姫Pt/妄想族）
- カメラの前でおしっこする女 5（11月26日、グローリークエスト）
- アナル舐めてもいいですか? 8 お尻で悶絶する素人娘（12月10日、かぐや姫Pt/妄想族）

### アキバコムDVD

#### キャットファイト
- 白い水着のプロレスラー ネクストスター永井みひな ファーストステップ (12月 08日、CF×FC キャットファイト×フェチクラブ)

- 第2回 激戦 白い水着の頂上決戦 THE 2ND BATTLE01 チームストーム第一試合 永井みひなVS市川有沙 (5月 04日、CF×FC キャットファイト×フェチクラブ）
- 第2回 激戦 白い水着の頂上決戦 THE 2ND BATTLE 06 チームストーム決勝戦 月宮こはるVSみひな (11月 23日、CF×FC キャットファイト×フェチクラブ）
- 第2回 激戦 白い水着の頂上決戦 THE 2ND BATTLE 07 決勝戦 スイレン小峰VSみひな (12月 21日、CF×FC キャットファイト×フェチクラブ）

- セレブ・プロレス 6 あずみひな (2月 16日、バトル）
- 第3回 激戦 白い水着の頂上決戦 THE 3RD BATTLE 03 チームサンダー 第二試合　あずみひな VS 春埼めい (3月 15日、CF×FC キャットファイト×フェチクラブ）
- BWP NEXT02 開催記念スペシャルマッチ THE LEGACY (5月 03日、バトル）
- 失神マニア・狙われた美女ファイター07 (5月 17日、バトル）
- 地下プロレス男女混合物語01 (6月 21日、バトル）
- 第3回 激戦 白い水着の頂上決戦 THE 3RD BATTLE 06 チームサンダー決勝戦 スイレン小峰VSみひな (7月 19日、CF×FC キャットファイト×フェチクラブ）
- 女性上位ミックスファイト Round.5 (8月 09日、バトル）
- BWP05 開催記念スペシャルマッチ まゆのゆまvsみひな (8月 30日、バトル）
- BWP05 日米交流戦 (10月 04日、バトル）
- エクストリームプレミアムマッチ VOLUME.7 (12月 20日、バトル）

- スペシャルレズファイトUNLIMITED 5 (1月 24日、バトル）
- エクストリームエクストラマッチ Vol.9 (1月 24日、バトル）
- READY TO RUMBLE Versionピンク 2 (3月 06日、バトル）
- 男勝ちドミネーションMIXファイト 7 (9月 25日、バトル）
- BLITZKREIG ブリッツクリーク 3 (10月 02日、バトル）
- BWP シークレット興行 03 (10月 30日、バトル）
- READY TO RUMBLE Versionピンク 5 (11月 27日、バトル）

#### アスリートコスチューム
- 現役フィギュアスケート選手としてみませんか?ショートプログラム Vol.1 (12月 22日、RISING）
- りくぶる in AOYAM 青○学院大学モデル使用編4 (12月 29日、A-style）

- 撥水 Vol.2 永井みひな 編 (5月 11日、RISING）
- 永井みひなと市川有沙のウォーターポロ・シスターズ7 (6月 08日、A-style）
- 色白スレンダーボディ 永井みひなのぴちぴち競泳水着ガール4 (6月 29日、RISING）
- 撥水シスターズ 1 (7月 13日、RISING）
- ハイドロニューシスターズ 02 (12月 28日、RISING）

- あずみひなデジタル写真集 (2月 16日、アスリート）
- 競水奴隷の日記 特別編 Vol.1 (2月 16日、RISING）
- 彼女はキャンペーンガール特別編 目覚めよイイ女! Vol.2 あずみひな (2月 16日、RISING）
- 発見!競水麗人あずみひな (3月 29日、RISING）
- 新水球痴女姉妹 2 (6月 28日、RISING）

- 競泳水着レズビアン 2 (1月 24日、アスリート）

#### フェティッシュ
- AV女優 あずみひなのくすぐり悶絶大戦 (12月 28日、フェティッシュワールド）

- 風船ドリーミング 1 (2020年 01月 24日、フェティッシュワールド）

### 「あずみひな」名義
- 共犯関係　この世でいちばん罪深い僕ら (2019年6月6日、SILK LABO）

### 「みひな」名義
- 正真正銘の、はじめてエッチ?　西島伊吹 (2019年12月26日、SILK LABO）

- エスカレートラバーズIN THE HOTEL II（2020年5月8日、SILK LABO）
- change！　及川大智（2021年07月30日、SILK LABO）
- ダブルベッド　及川大智（2023年02月08日、SILK LABO）

### イメージDVD
- 美女アナ＊リスト（2017年9月29日、スパイスビジュアル）※「吉田優」名義

### アダルトVR

#### 「永井みひな」名義
- 電脳風俗 デリヘル初体験（9月6日、FuuTube）
- 【超長尺VR】 「バイト終わりのプチ送別会で野球拳! 女を忘れたパートの美人おばさんは息子ほど年の離れたイケメンチ○ポなら中出しされても嫌じゃない」（9月22日、DANDY）
- コスプレイヤー全員中出しハーレムVR（12月5日、ZUKKON/BAKKON）
- これからこの娘をハメ撮ります。パイパン超敏感美少女 みひな（12月16日、CRYSTAL VR）
- ハァハァ吐息が漏れる濃厚キスと女の子の匂いを感じる超接近オッパイ＆アナルと密着したまま対面座位と抱きしめ正常位とキレイな髪が当たってくる背面エビ反り騎乗位【生中出し】さらに射精した後もたっぷりイチャイチャする後戯（12月29日、アリスJAPAN）

- スカートの中でイタズラ＆声ガマン性交…でもお留守番中に生はマズくない?（1月5日、ワープエンタテインメント）
- 初VR記念! 2作品同時収録!!! エビ反りイキするヤリマン女子と目が合った!?ヤリチンの男友達はボクの部屋をいつもホテル代わりにして超ヤリマンな女子○生のセフレとセックス三昧!!しかも超敏感な女の子でボクが目の前にいるのも気にせず喘ぎまくり!（1月10日、ゴールデンタイム）
- 10人のガクブル絶頂立ち電マVR（1月11日、TMA）
- 乳もみインタビューVR（1月11日、TMA）
- ラブラブ新婚さん 激カワ若妻と甘い性活（2月17日、ブイワンVR）
- どうしても赤ちゃんを欲しがる彼女が、エッチの途中で勝手にコンドームを外して生挿入！ゴムハメとは全然違う気持ちよさに密着対面座位とヨダレ垂らされ騎乗位で中出ししまくった（2月23日、アリスJAPAN）
- 超敏感 永井みひなが ずーーーっとイキまくる 連続痙攣大昇天SEX（3月3日、ブイワンVR）
- 寝たふり…できない女（4月6日、ANNEX/無言）
- 男のロマンが遂に実現!セクハラドクターになって可愛い患者さんに触診し放題!からの、感度が上がり過ぎて病室ベッドで生ハメSEX!（4月12日、KMPVR）
- 地元で人気のソープ店に行ったら大好きだった同級生と再会！！みんなに内緒にする代わりに「恋人設定のイチャラブご奉仕プレイ！！」超敏感すぎて’ナマ’挿入のスペシャルサービス！！もちろん生中出し！！めちゃくちゃ気持ちよすぎて4回射精！！（4月20日、スクープ）
- 逆チクビ痴漢（4月27日、ドリームチケット）
- 僕の住んでいる寮を管理するお姉さんがやさしくてかなりかわいい!!でも実は超がつくほどのドスケベ痴女お姉さんだった!!（4月27日、KMPVR）
- 全身痙攣【小便垂れ流し】【イキ過ぎ過呼吸】【生中SEX】アナタをず～っと見つめながら'ガマン顔'（5月15日、エロタイムVR）
- 3DVR 異世界転生して魔王を倒した勇者の僕は現実世界に戻ってエッチな事をしまくった件!!（10月5日、KMPVR）
- 感度10倍!超敏感な永井みひなのカラダになって ドMレズ奴隷体験VR ドSな2人にイジメ抜かれる雌豚レズビアン調教!（11月7日、ビビアン）

- 初めてできた彼女が永井みひな、きったない俺の部屋でヤリまくる夢の性活（1月9日、イエロー/HERO）
- 一人のM女として・・みひな あずみひな（6月25日、AVS collector’s）[16]

#### 「あずみひな」名義
- 女子校生監禁イキ我慢レイプ（1月24日、KMPVR）
- 高画質 あずみひな 明日上京するボクに妹が迫って来て、ヒミツの兄妹関係になった途端、3回も発射して中出しまで!（2月15日、MAX-A）
- 【4K】顔で選んだワケあり人妻が、いすわり愛人になる。超敏感でイキまくりのヤリまくりずーっと連続中出し（2月19日、KMPVR -彩-）
- HQ超画質革命!ドM制服少女ひなちゃんを完全調教!自分の奴隷が犯される姿を客観で観察!※生ハメ中出し（3月8日、こあらVR）
- 小便M男いじめ 2（11月13日、WOW!）

#### 「みひな」名義
- 貧乏家庭に産まれた末路。無垢な巨尻娘の孕ませ奴隷記録（8月4日、KMPVR）
- HQ劇的超高画質 渋谷の有名AVデリヘルで指名!「ねぇ、時間なくなっちゃうから、そろそろイチャイチャする?」（8月21日、ブイワンVR）
- 「私のカラダを撮ってくれませんか?」文系女子校生の誰にも言えない撮影会。興味本位だった美少女を脱がしイカせ完全調教した撮影セックス漬け45日間…。（8月26日、KMPVR-bibi-）

- 顔射VR（1月18日、KMPVR）
- みひな VRアナルデビュー!（2月18日、HHH-VR）
- パイパンマ○コ見せつけVR（3月3日、KMPVR）
- 後を追いかけ拉致してそのままレ○プ! 全員中出し! 2（3月11日、ROOKIE VR）
- 顔面泣き顔VR（3月25日、ROOKIE VR）
- アナルでマジイキしちゃう「みひな」先生の’観れば必ず世界が広がる’アナルSEXレクチャーVR（5月20日、MOODYZ VR）
- 彼女と付き合って4年、新婚1年目ですでにマンネリ化してしまった関係を変える為に応募したスワッピングで変態夫婦に出会い性欲が強すぎる年上の女性に犯されまくる。すぐ隣ではボクの妻は中年オヤジにハメられまくる。（9月3日、SODVR）
- VR ドエスどすえ。ハイクオリティ（12月15日、ガン見隊）
- レズ体感VR 媚薬漬けにされたメスのカラダは男の感度30倍！女教師の体になってレズJ●カップルに【粘着ベロチュウ】【乳首舐め手マン】【バキュームクンニ】【糸引き貝合わせ】と骨の髄までトロトロ連続イキ体験！（12月31日、SODVR）

- ぷに感！！ほっぺたチ●ポビンタ顔射！～嫌そうな顔にチンチンぶっ刺しその後、大量顔射～（2月25日、SODVR）
- 発情に明け暮れる変態モンスターはいかがですか？ 吠えるようにイキ狂うマゾ痴女Club みひな（3月5日、KMPVR-bibi-）
- VR乳揉みインタビュー（6月19日、ガン見隊）
- VR 若奥様は裾まくり！第2話 ハイクオリティー（9月7日、仮想空間少女伝説）
- 本気イキでパンツビショ濡れぴえん-女子校生全力8人オナニーVR-（9月20日、KMPVR）
- 清楚系変態彼女とのオホ声マゾアクメ同棲生活 みひな（9月28日、KMPVR）
- 夫に内緒で働く人妻デリヘル嬢 常連客に監禁され真性ドM化 みひな（9月29日、KMPVR-bibi-）
- 【VR】パンチラ×太もも×ニーソ 絶対領域VR 5（10月2日、	CRYSTAL VR）
- 【VR】女子校生のご褒美顔騎を天井特化で見るVR（10月10日、KMPVR）
- 【VR】清楚な美人書道家と欲情筆愛撫！見抜かれた下心。着衣の陰に美しさと激しさの激ハメ中出し みひな（10月15日、	TEPPAN VR）
- 【VR】究極の焦らし 永久快感 亀頭フェラ（12月28日、KMPVR）

- 【VR】《領域展開/地面特化x天井特化》究極3Pレズ密着サンドイッチ。「女の感度は男の10倍。」前後左右に完全包囲で絶頂してもやめられない学園。～女子校生の身体になったワタシ～（3月17日、SODVR）

### 写真集
- ぐるっとまわせる！原寸大おっぱい図鑑3D（2019年2月4日、一迅社　撮影：須崎祐次、監修：安田理央）- Dカップモデル[17] ISBN 978-4-7580-1631-5
- 雛～あの夏、儚げで可憐な君と～ みひな【ヌード写真集】（2021年10月1日、プレステージ出版　写真家：富田恭透）※『みひな』初の完全撮りおろしヌード写真集
- 雛～あの夏、儚げで可憐な君と～ みひな【グラビア写真集】（2021年10月1日、プレステージ出版　写真家：富田恭透）※『みひな』初の完全撮りおろしグラビア写真集
- マインズ14ガールズ　14人の極上ヌード【週刊ポストデジタル写真集】（2021年11月1日、出版社：小学館　写真家：市川智也）

### アダルトグッズ
- あずみひなのプリケツ本気秘部（2019年4月5日、 A-ONE）
- 天使爛漫 みひな- TENSHI RANMAN- ［ローション付き］（2020年03月31日、ケイ・エム・プロデュース）
- イイオンナ、ヤリ放題。 みひな（2020年7月28 日、JAPANTOYZ(ジャパントイズ)）

## 出演

### テレビ
- ビ〜チ9 (2019年6月1日,8日,15日,22日,29日、テレビ埼玉)
- 阿部乃ちゃんねる（2019年10月1日、エンタ!959）
- あーみん通信（2020年4月4日、エンタ!959）

### ウェブドラマ
- 全裸監督（2019年8月全話配信、Netflix）8話

### 映画
- 同棲性活　恥部とあなたと…（2020年11月6日、オーピー映画） - あかね、早苗役（2役）
- 職場秘汁 魔性の指使い（2023年10月20日、オーピー映画） - 今井卯月 役
- NEXT LEVEL（2023年12月2日、オーピー映画）- 香澄 役[18]
- みゆきの結婚（2024年12月7日、オーピー映画）- 真紀子 役[19]

### オリジナルビデオ
- 夜王伝説3 闇夜に咲きネオンに踊る淫らな華たち（2022年5月4日、ネクスタシーEX）[20]

### 舞台
- 『PRO PAUSE！！』劇団オモテナシ 第8回公演（2021年6月16日～20日、日暮里・d-倉庫）
- 雨と無知（2023年11月29日 - 12月3日、高田馬場ラビネスト）

### 配信
- こんもりch（2022年9月、アトムクリニック公式YouTube）- こんもりガールズ

### イベント
- セクシー女優　春期講習会 〜目指せセンター試験　天下分け目の東京大決戦〜（2019年3月23日、新宿ルイードK4）[21]
- マインズ★パラダイスvol.10 Ｈ大好きマインズ娘が大集合（2019年5月31日、LEFKADA新宿）
- あけみみうの「お耳うみう感じトーク」(2019年6月7日、LEFKADA新宿)
- セクシー女優 夏前特訓会 〜目指せセンター試験 天下分け目の東京大決戦vol.2〜バンビ学園ｖｓマインズ女子高（2019年6月22日、MUSE音楽館）[22]
- セクシー女優　夏期講習会　〜目指せセンター試験　天下分け目の東京大決戦vol.3〜 (2019年8月4日、池袋LIVE INN ROSA）
- マインズ娘と泥酔ナイト vol.26 (2019年8月26日、新宿ネイキッドロフト)
- スキモノラボ　７号店OPEN！！13日の金曜日・・・何かが起こるSP (2019年9月13日、LEFKADA新宿)
- 最強属性イベント　コスプレ道でしょうぉ！３周年記念スペシャル　萌えっていいのは馬鹿騒げる覚悟のある奴だけだ！！〈夜の部〉(2019年9月22日、ネイキッドロフト新宿)
- セクステ (2019年10月27日、日本橋カフェスト)
- AVと漫画 vol.2『シグルイ編』(2019年10月17日、ネイキッドロフト新宿) (コスプレ一本勝負)
- セレブの友☆まるカジり！！ vol.6 ～ほろ酔い×出張×大艶会？！～　(2019年11月29日、阿佐ヶ谷ロフトA)
- セクシー女優　冬期講習会 〜目指せセンター試験　天下分け目の東京大決戦vol.4〜 (2019年12月7日、MUSE音楽館 [本館] ホール）
- バレンタインだ！ぼっち男子集合！今宵、エスパーになろう！ (2020年2月14日、SOD本社 イベント会場 )
- セレブの友まるカジり☆ vol.7～ひびはたみひなナイト～ (2020年2月21日、LOFT/PLUS ONE)
- マインズ娘と泥酔ナイト vol.30 〜無観客配信スペシャル！〜(2020年4月27日、新宿ネイキッドロフト)
- おうちでセクステ 無観客生配信 (2020年8月16日、オンライン)
- おうちでセクステ 無観客生配信 (2020年10月23日、オンライン)
- おうちでセクステ 無観客生配信 (2020年11月13日、オンライン)
- おうちでセクステ 無観客生配信 (2020年12月26日、オンライン)
- セクステ2021 無観客生配信(2021年1月22日、オンライン)
- セクステ2021 無観客生配信(2021年2月26日、オンライン)
- セクステ2021 無観客生配信(2021年3月26日、オンライン)
- セクステ2021 無観客生配信(2021年4月22日、オンライン)
- セクステ2021 無観客生配信(2021年5月14日、オンライン)
- セクステシスターズ 無観客生配信(2021年5月29日、オンライン)
- セクステ2021 無観客生配信(2021年6月25日、オンライン)
- セクステ2021 無観客生配信(2021年7月9日、オンライン)
- セクステ2021 無観客生配信(2021年8月17日、オンライン)みひなのひとりセクステ！
- セクステ2021 無観客生配信(2021年9月22日、オンライン)
- カンパイらんど 無観客生配信(2021年10月8日、オンライン)
- セクステ2021 公開生放送 (2021年10月24日、ワロップ放送局)
- カンパイらんど 無観客生配信(2021年11月4日、オンライン)
- セクステ2021 公開生放送 (2021年11月20日、ワロップ放送局)
- セクステ2021 公開生放送・れなぱん引退スペシャル (2021年12月4日、ワロップ放送局)
- カンパイらんど 無観客生配信(2021年12月10日、オンライン)
- セクステ2021 無観客生配信 Xmas＆大忘年会！(2021年12月21日、オンライン)
- カンパイらんど 無観客生配信(2022年1月7日、オンライン)
- セクステ2022 無観客生配信(2022年1月29日、オンライン)
- セクステ2022 無観客生配信(2022年2月26日、オンライン)
- カンパイらんど 無観客生配信(2022年3月9日、オンライン)
- セクステ2022 無観客生配信(2022年4月8日、オンライン)
- MIHINA×CONNECTOR TOKYOポップアップ・ストアイベント(2022年4月23日、渋谷PARCO4F CONECTER TOKYO店舗）
- セクステ2022 4周年！ 無観客生配信(2022年4月28日、オンライン)
- カンパイらんど 無観客生配信(2022年5月10日、オンライン)
- セクステ2022 5年目突入！ 無観客生配信(2022年5月27日、オンライン)
- セクステ2022 無観客生配信(2022年6月10日、オンライン)
- 初恋村 ダンス部・即興劇(2022年6月17日、新宿ハイジアV-1)
- カンパイらんど 無観客生配信(2022年7月12日、オンライン)
- 初恋村 ダンス部・ボクシング部・セクシーゲーム対決(2022年7月18日、新宿ハイジアV-1)
- セクステ2022 無観客生配信(2022年7月28日、オンライン)
- 初恋村 音楽部・タロ殿・即興劇(2022年8月7日、新宿ハイジアV-1)
- カンパイらんど 無観客生配信(2022年8月9日、オンライン)
- 初恋村 ダンス部・浴衣で人狼ゲーム(2022年8月19日、新宿ハイジアV-1)
- セクステ2022 無観客生配信(2022年8月24日、オンライン)
- カンパイらんど 無観客生配信(2022年9月7日、オンライン)
- セクステ2022 無観客生配信(2022年9月28日、オンライン)
- 初恋村 ダンス部・カルタ大会(2022年10月4日、新宿ハイジアV-1)
- カンパイらんど 無観客生配信(2022年10月14日、オンライン)
- ゆるケットVol.18(2022年10月22日、綿商会館)
- 天才decの元気が出るトークライブ(2022年10月23日、高円寺パンディット)
- セクステ2022 無観客生配信(2022年10月28日、オンライン)
- 初恋村 歌うライブ・人狼王(2022年11月8日、新宿ハイジアV-1)
- セクステBar 有観客イベント(2022年11月19日、Barスタジオ)
- 初恋村 音楽部・即興劇王(2022年11月22日、新宿ハイジアV-1)
- 望月あやかの汁かけ過ぎ注意！Vol.10(2022年11月26日、Pigooスタジオ)
- カンパイらんど 無観客生配信(2022年11月29日、オンライン)
- 初恋村 ダンス部・頭脳王(2022年12月13日、新宿ハイジアV-1)
- セクステBar 有観客イベント(2022年12月17日、Barスタジオ)
- コスホリック34(2022年12月18日、東京たま未来メッセ)
- カンパイらんど 無観客生配信(2022年12月26日、オンライン)
- 初恋村 初恋村仕事納めライブ(2022年12月28日、新宿ハイジアV-1)
- 初恋村 運試し・生誕祭サプライズ決め・初恋タロー生誕祭(2023年1月9日、新宿バティオス)
- セクステBar 有観客イベント(2023年1月28日、Barスタジオ)
- カンパイらんど 無観客生配信(2023年2月13日、オンライン)
- セクステBar 有観客イベント(2023年2月25日、Barスタジオ)
- セクステ2023 無観客生配信(2023年3月7日、オンライン)
- 初恋村 ダンス部・ホワイトデー(2023年3月14日、新宿ハイジアV-1)
- ふたりでセクステ 無観客生配信(2023年3月20日、オンライン)
- 初恋村 カルタ大会・セクシーゲーム(2023年3月23日、赤坂チャンスシアター)
- ゆるケットVol.19(2023年3月25日、プラネアール環七マルチスタジオ)
- 初恋村 人狼ゲーム・ダンス部SP(2023年4月5日、新宿ハイジアV-1)

### 受賞歴
- 「AV OPEN 2017」素人部門3位
- 「俺の神推しAVオブザイヤー2017！～最高の作品＆女優～　掟ポルシェ 編」【作品賞】私のHな妄想叶えてください、永井みひな（仮）22歳、AVデビュー
- 「AV OPEN 2018」VR-1グランプリエントリー
- 「俺の神推しAVオブザイヤー2018作品賞＆女優賞　掟ポルシェが選ぶ2018年ベストAV作品」【作品賞】受付嬢in… ［脅迫スイートルーム］ 永井みひな
- 「スカパー！アダルト放送大賞2019」作品賞ノミネート
- 「ギガデミー賞 2020」作品部門　女優部門ノミネート